# Animación de acción real
La animación de acción real es un género cinematográfico que combina la realización de películas de acción real con la animación. Los proyectos que son tanto de acción real como animados por computadora tienden a tener personajes o figuras ficticias representados y caracterizados por miembros del elenco mediante captura de movimiento y luego animados y modelados por animadores. Las películas de acción real y tradicionalmente animadas utilizan imágenes generadas por computadora (CGI), dibujadas a mano o animación fotograma a fotograma.

## Historia

### Orígenes de combinar acción real y animación
Los orígenes de la animación de acción real se remontan a principios del siglo XX, con pioneros como el francés Georges Méliès. A Méliès a menudo se le atribuye la creación de los primeros ejemplos de este género mediante su uso innovador de efectos especiales, animación y metraje de acción real. Su película de 1902, "Viaje a la Luna", aunque no es una película animada de acción real bajo la definición moderna, sentó las bases para la integración de elementos imaginativos en películas de acción real.
El género realmente comenzó a desarrollarse con la llegada de técnicas como la rotoscopia, desarrollada por Max Fleischer en la década de 1910. La rotoscopia permitió a los animadores trazar imágenes en movimiento, cuadro por cuadro, para generar animaciones realistas las cuales podían integrarse con escenas de acción real.
Durante la era del cine mudo en las décadas de 1920 y 1930, los dibujos animados de Max Fleischer incluían una serie en la que su personaje de dibujos animados Koko el payaso, interactuaba con el mundo vivo (Por ejemplo, tener un combate de boxeo con un gatito vivo). En una variación de esto e inspirado por Fleischer, los primeros esfuerzos como director de Walt Disney (años antes de que naciera Oswald el conejo en 1927 y Mickey Mouse en 1928) fueron los dibujos animados de acción real Alice Comedies, en los que una niña real llamada Alice interactuó con personajes de dibujos animados.
Muchas películas anteriores han combinado acción real con animación stop-motion mediante retroproyección, como las películas de Willis O'Brien y Ray Harryhausen en Estados Unidos, y Aleksandr Ptushko, Karel Zeman y, más recientemente, Jan Švankmajer en Europa del Este. El primer largometraje que combinó estas formas fue El mundo perdido (1925). En la película soviética El nuevo Gulliver (1935), el único personaje que no estaba animado era el propio Gulliver.
El cortometraje de Warner Bros. You Ought to Be in Pictures (1940), dirigido por Friz Freleng, presentaba personajes animados de Warner Bros. interactuando con personas reales, y el género abrió nuevos caminos por primera vez y allanó el camino para futuras películas que también utilizaron esta técnica.
En otra caricatura, la secuencia animada de la película Anchors Aweigh (Levando anclas) de 1945, en la que Gene Kelly baila con un ratón Jerry animado, es una de las escenas más famosas de la historia del cine.

### Desarrollo de largometrajes animados de acción real por Disney
A lo largo de las décadas, Disney experimentó con segmentos mixtos de acción real y animación en varias películas notables, que se consideran principalmente de acción real. En la pareja de películas Saludos Amigos (1943) y Los tres caballeros (1945), el Pato Donald interactúa con varios bailarines latinoamericanos, además de Aurora Miranda (hermana de Carmen Miranda), quien le da un beso. En Song of the South (Canción del sur) (1946) el tío Remus canta "Zip-a-Dee-Doo-Dah" en un campo animado y cuenta las historias de Brer Rabbit a través de secuencias animadas.
La película de 1964 Mary Poppins ganó notoriedad significativa por su combinación de acción real y animación, con una secuencia ubicada "dentro" de una pintura callejera, que incluía a Dick Van Dyke bailando con camareros pingüinos. En 1971, Bedknobs and Broomsticks (La bruja novata / Travesuras de una bruja) transportó a Angela Lansbury y David Tomlinson a un club nocturno submarino para bailar, seguido de Tomlinson compitiendo con animales antropomórficos en un agresivo partido de fútbol.
Inspirado en la película sueca Dunderklumpen! (1974), Walt Disney produjo Pete's Dragon (Pedro y el dragón Elliott / Mi amigo el dragón) en 1977 para experimentar con técnicas similares, colocando al dragón animado, Elliot, en un escenario de acción real.
El género volvió a abrir nuevos caminos con ¿Quién engañó a Roger Rabbit? en 1988, con Disney y Amblin Entertainment produciendo efectos especiales avanzados e interacciones fotorrealistas entre personajes animados y actores reales.

## Técnicas
En el caso de las películas de acción real y de animación tradicional, se imprimieron 2 negativos en la misma impresión de forma predigital. Desde entonces, técnicas más complejas han utilizado impresoras ópticas o cámaras de animación de imágenes aéreas, que permitían un posicionamiento más preciso y más realismo para la interacción de actores y personajes animados de ficción. A menudo, cada fotograma de la película de acción real se trazaba mediante rotoscopia, para que el animador pudiera añadir su dibujo en la posición exacta. Con el auge de la animación por computadora, se volvió común combinar acción real y animación.

## Excepciones
Desde finales de la década de 1990, algunas películas han incluido grandes cantidades de animación por computadora fotorrealista junto con películas de acción real, como las precuelas de Star Wars, la trilogía de El Señor de los Anillos y la franquicia Avatar. Estas películas generalmente no se consideran animadas debido al realismo de la animación y al uso de actuaciones de captura de movimiento, que se basan ampliamente en actuaciones de acción real mediante la implementación de movimientos de actores y expresiones faciales en sus personajes. Roger Ebert dijo que "en mi opinión, no es animación, a menos que parezca animación". 